# Barskoon
Barskoon (ryska: Барскаун) är en ort i Kirgizistan.   Den ligger i oblastet Ysyk-Köl Oblusu, i den östra delen av landet, 260 km öster om huvudstaden Bisjkek. Barskoon ligger 1 743 meter över havet och antalet invånare är 6 912.
Terrängen runt Barskoon är varierad. Runt Barskoon är det mycket glesbefolkat, med 6 invånare per kvadratkilometer. Det finns inga andra samhällen i närheten. Trakten runt Barskoon består till största delen av jordbruksmark.